# Caterina Murino

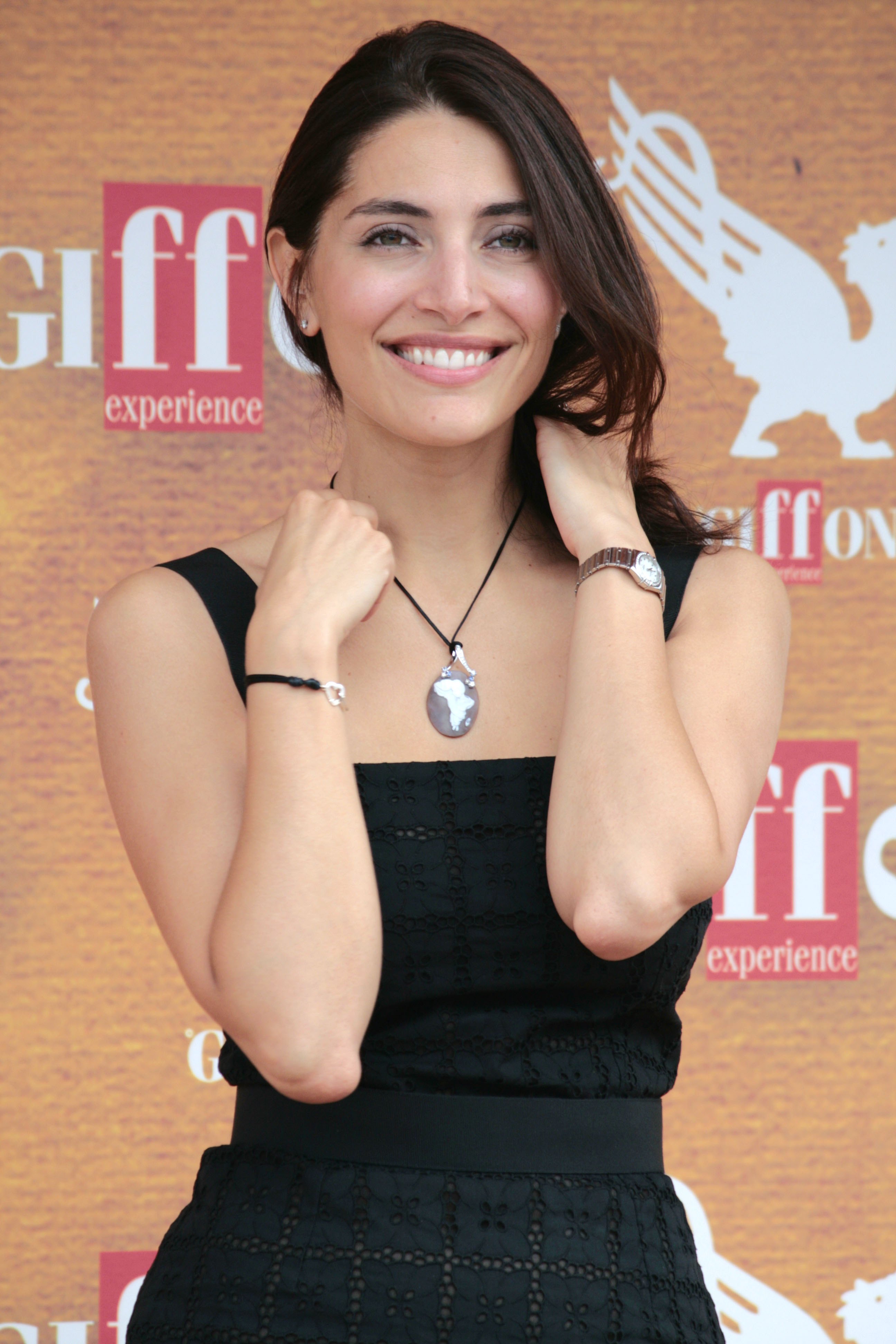
Caterina Murino (2010)

Caterina Murino (* 15. September 1977 in Cagliari) ist eine italienische Schauspielerin und ehemaliges Fotomodell.

## Leben
Erstmals auf sich aufmerksam machte Caterina Murino 1996 bei der Wahl zur Miss Italien, wo sie den vierten Platz belegte. Ein Jahr später wurde Murino von einer Modelagentur unter Vertrag genommen und warb zwischen 1997 und 2002 unter anderem in Deutschland und Japan für Nescafé, in Italien für die Automarke Mercedes-Benz und weltweit für den Schweizer Uhrenhersteller Swatch sowie für das Kreditkartenunternehmen Mastercard. Neben ihrer Arbeit als Fotomodell wirkte sie in der beliebten italienischen Quizsendung Passaparola mit und ließ sich von 1999 bis 2000 zur Schauspielerin ausbilden. Im Jahr 2000 erschien Murino zum ersten Mal in einer kleinen Nebenrolle in Dino Risis Fernsehfilm Le Ragazze die Miss Italia, einer Komödie über den Schönheitswettbewerb der Miss Italia. Im selben Jahr agierte sie unter der Regie Danilo Ghezzis in der italienischen Theaterproduktion von Agatha Christies Kriminalroman Zehn kleine Negerlein, der in Deutschland auch unter dem Titel Und dann gabs keines mehr bekannt ist.
Mit den folgenden Rollen in italienischen Film- und Fernsehproduktionen gelang es Murino nicht, sich in ihrem Heimatland als ernstzunehmende Schauspielerin zu etablieren. Nach einem Engagement in der italienischen Fernsehserie Orgoglio (2004) übersiedelte sie nach Frankreich, wo sie noch im selben Jahr ihre erste Hauptrolle in dem Film Willkommen bei den Korsen erhielt. In der korsischen Komödie von Alain Berbérian mimt sie die Schwester von Jean Reno, der nach einer überraschenden Erbschaft mit einem Pariser Detektiv (gespielt von Christian Clavier) konfrontiert wird. Eine weitere Hauptrolle folgte 2005 in dem Kriminalfilm L’Amour aux trousses, in dem sie als Polizistengattin zwischen die Fronten von Ehemann und Liebhaber gerät.
Größere Bekanntheit in Frankreich brachte Murino 2006 auch die Nebenrolle der Elena in Patrice Lecontes Film Les Bronzés 3 – Amis pour la vie ein. Die Fortsetzung von Lecontes Kinokomödien Die Strandflitzer (1978) und Sonne, Sex und Schneegestöber (1979) mit Christian Clavier, Thierry Lhermitte, Michel Blanc, Gérard Jugnot und Josiane Balasko in den Hauptrollen, war ebenso wie seinen beiden Vorgängern Erfolg an den französischen Kinokassen beschieden. Im Jahr 2006 wurde Murino gemeinsam mit der Französin Eva Green als Bond-Girl für den 21. James-Bond-Film Casino Royale ausgewählt. Hier war sie als verheiratete Solange an der Seite des neuen Titelhelden Daniel Craig zu sehen, deren Liaison mit dem Geheimagenten auf den Bahamas ein unheilvolles Ende nimmt. Nach ihrem Auftritt in Casino Royale folgten mit Oliver Parkers und Barnaby Thompsons Komödie Die Girls von St. Trinian (2007) und John Irvins Hemingway-Adaption The Garden of Eden (2008) weitere Nebenrollen im englischsprachigen Kino. 2008 war Murino in XIII – Die Verschwörung, der Fernsehverfilmung der franko-belgischen Comicserie XIII, neben Stephen Dorff und Val Kilmer zu sehen. 2011 trat sie auch in der gleichnamigen Fernsehserie in Erscheinung.
Murino, die neben Italienisch fließend Französisch und Englisch spricht, zählt Flamenco, orientalischen Tanz und Tango zu ihren Fertigkeiten. Zu Murinos weiterer Theaterarbeit gehört Luigi Pirandellos Cosi’ e’ se ve pare (2001) und William Shakespeares Drama Richard III. (2003), bei dem sie erneut mit Theaterregisseur Danilo Ghezzi zusammenarbeitete.
Im Jahr 2023 wurde sie als Moderatorin der Auftaktzeremonie und der abschließenden Preisgala der 80. Filmfestspiele von Venedig ausgewählt.

## Filmografie (Auswahl)
- 2002: Casanova – Ich liebe alle Frauen (Il Giovane Casanova, Fernsehfilm)
- 2002: Nowhere
- 2002: Le Ragazze di Miss Italia (Fernsehfilm)
- 2003: In der Mitte eines Lebens (Fernsehfilm)
- 2004: Part Time (Fernsehfilm)
- 2004: Willkommen bei den Korsen (L’enquête corse)
- 2004: Orgoglio (Fernsehserie, neun Folgen)
- 2005: Des jours et des nuits (Fernsehfilm)
- 2005: L’Amour aux trousses
- 2006: Les Bronzés 3 – Amis pour la vie
- 2006: Vientos de agua (Miniserie)
- 2006: James Bond 007: Casino Royale (Casino Royale)
- 2007: Nicht dran denken (Non pensarci)
- 2007: Die Girls von St. Trinian (St. Trinian’s)
- 2008: Le grand alibi
- 2008: Made in Italy
- 2008: Il seme della discordia
- 2008: XIII – Die Verschwörung (XIII, Fernsehfilm)
- 2008: The Garden of Eden
- 2009: Toute ma vie (Kurzfilm)
- 2010: Comme les cinq doigts de la main
- 2010: Die! – Ein Spiel auf Leben und Tod (Die)
- 2011: Aurelio Zen (Miniserie)
- 2011: Équinoxe
- 2011: On the Run (La proie)
- 2011: XIII – Die Verschwörung (XIII: The Series, Fernsehserie, acht Folgen)
- 2011: Mystery! (Fernsehserie, 1 Folge)
- 2012: Die Piraten! – Ein Haufen merkwürdiger Typen (The Pirates! – Band of Misfits, Stimme in der französischen Fassung)
- 2013: Odysseus (Fernsehserie, zwölf Folgen)
- 2014: Taxi Brooklyn (Fernsehserie, vier Folgen)
- 2015: Antigang – Im Schatten des Verbrechens (Antigang)
- 2015: Florence Fight Club (Vstavay i beysya)
- 2016: Bianco di Babbudoiu
- 2016. Ustica: The Missing Paper
- 2016: Wohne lieber ungewöhnlich (C’est quoi cette famille?!)
- 2016: Fever
- 2016: Deep (Miniserie, drei Folgen)
- 2017: Für dich soll’s ewig Rosen geben (Chi salverà le rose?)
- 2017: Voice from the Stone – Ruf aus dem Jenseits (Voice from the Stone)
- 2017: Et mon cœur transparent
- 2017: Agadah
- 2018: Se son rose
- 2019: Le temps est assassin (Fernsehserie, acht Folgen)
- 2019: Toute ressemblance
- 2020: Bianco di Babbudoiu
- 2020: Selfiemania
- 2021: César Wagner (Fernsehserie, Folge 1x04 Tout l’Or du Rhin)
- 2021: Il giudizio
- 2021: Mein Bruder, meine Schwester (Mio fratello, mia sorella)
- 2021: Veneciafrenia
- 2021: Simone
- 2022–2023: Balthazar (Fernsehserie, zwölf Folgen)
- 2022: La Maison d’en face (Fernsehserie, zwei Folgen)
- 2022: Maestro(s)
- 2023: Good Vibes
- 2023: Escort Boys (Fernsehserie, drei Folgen)
- 2024: Hors limites (Fernsehfilm)
- 2024: The Opera!
- 2025: Le monde magique de Jérôme Commandeur (Fernsehserie, Folge 1x06)

## Theaterstücke
- 2000: Zehn kleine Negerlein (Dieci piccoli indiani)
- 2001: Così è (se vi pare)
- 2003: Richard III.

## Auszeichnungen
- 2008: Europäischer Globo d’oro[2]